# لويس موريسون (لاعب كرة قدم)
لويس موريسون (بالإنجليزية: Louis Morison)‏ هو لاعب كرة قدم بريطاني، ولد في 16 ديسمبر 2001 في East Devon ‏ في المملكة المتحدة.

## وصلات خارجية
- لويس موريسون (لاعب كرة قدم) على موقع قاعدة بيانات كرة القدم.إي يو (الإنجليزية)
- لويس موريسون (لاعب كرة قدم) على موقع Soccerway.com (الإنجليزية)